# Amphispiza bilineata
Amphispiza bilineata là một loài chim trong họ Emberizidae.

## Hình ảnh

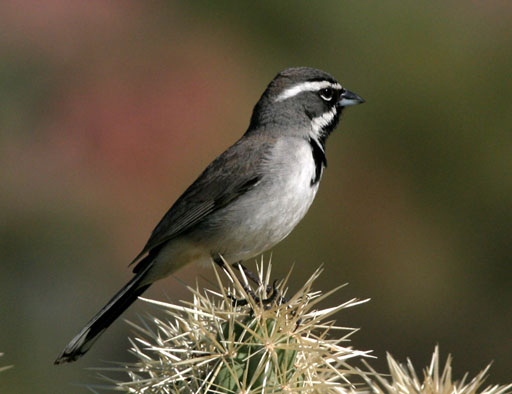
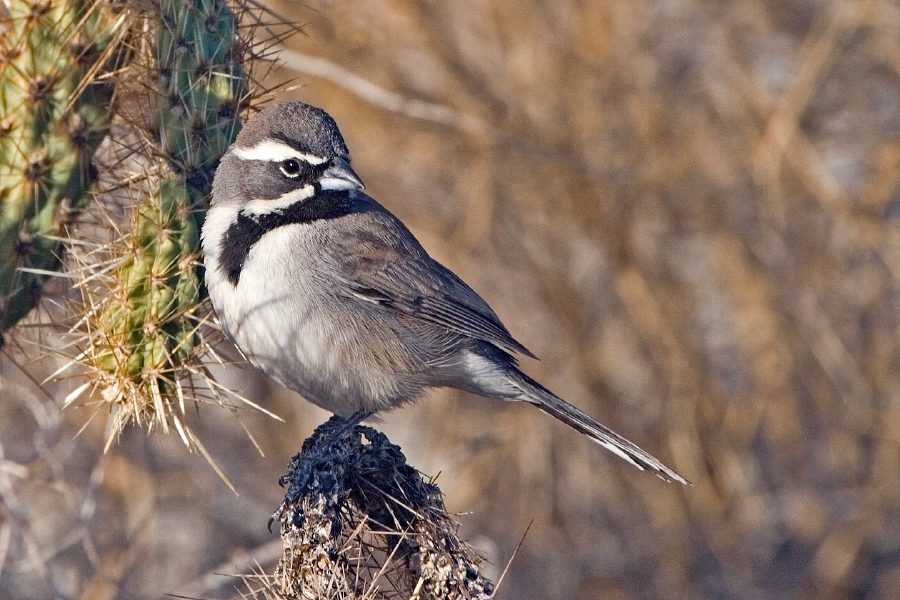
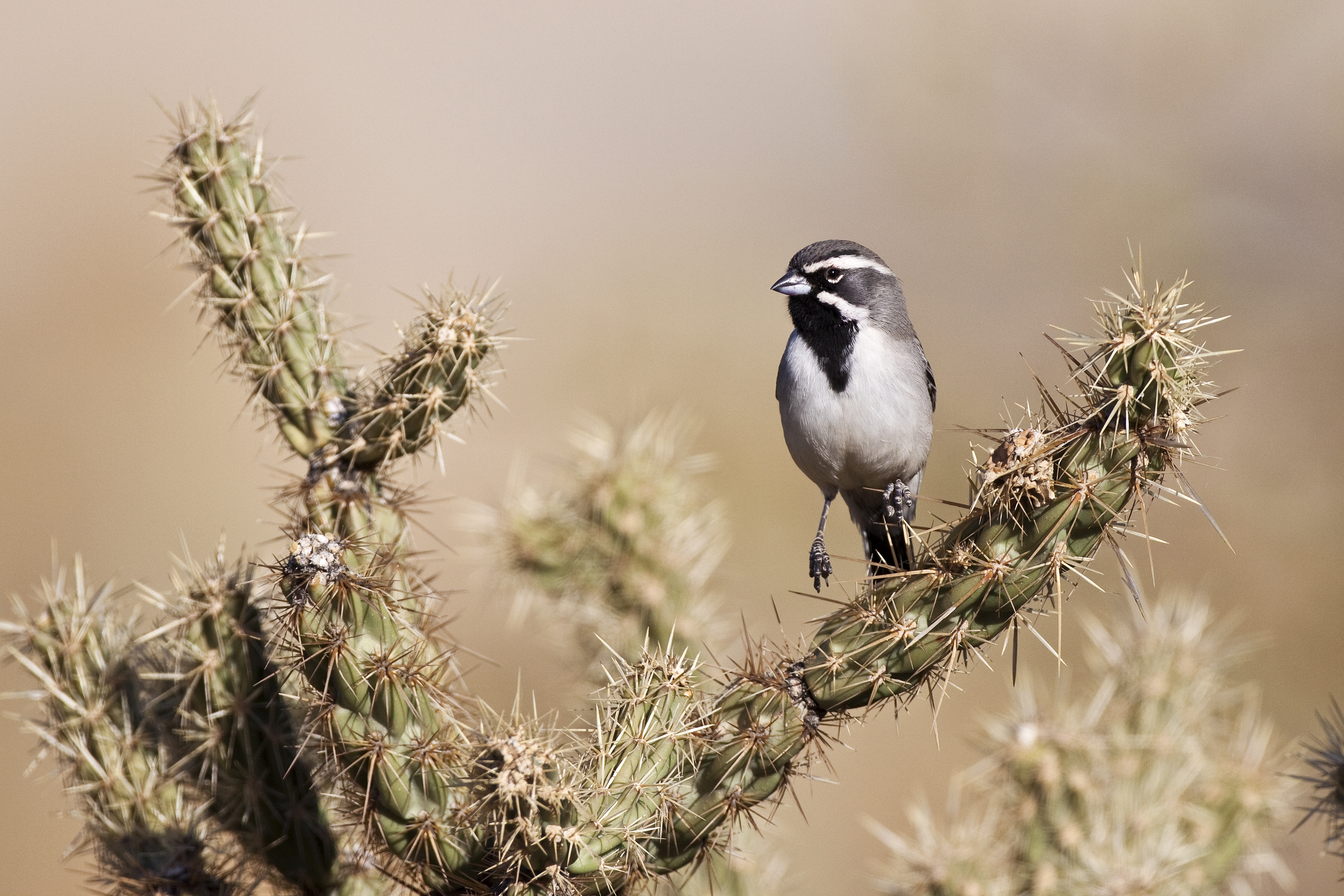
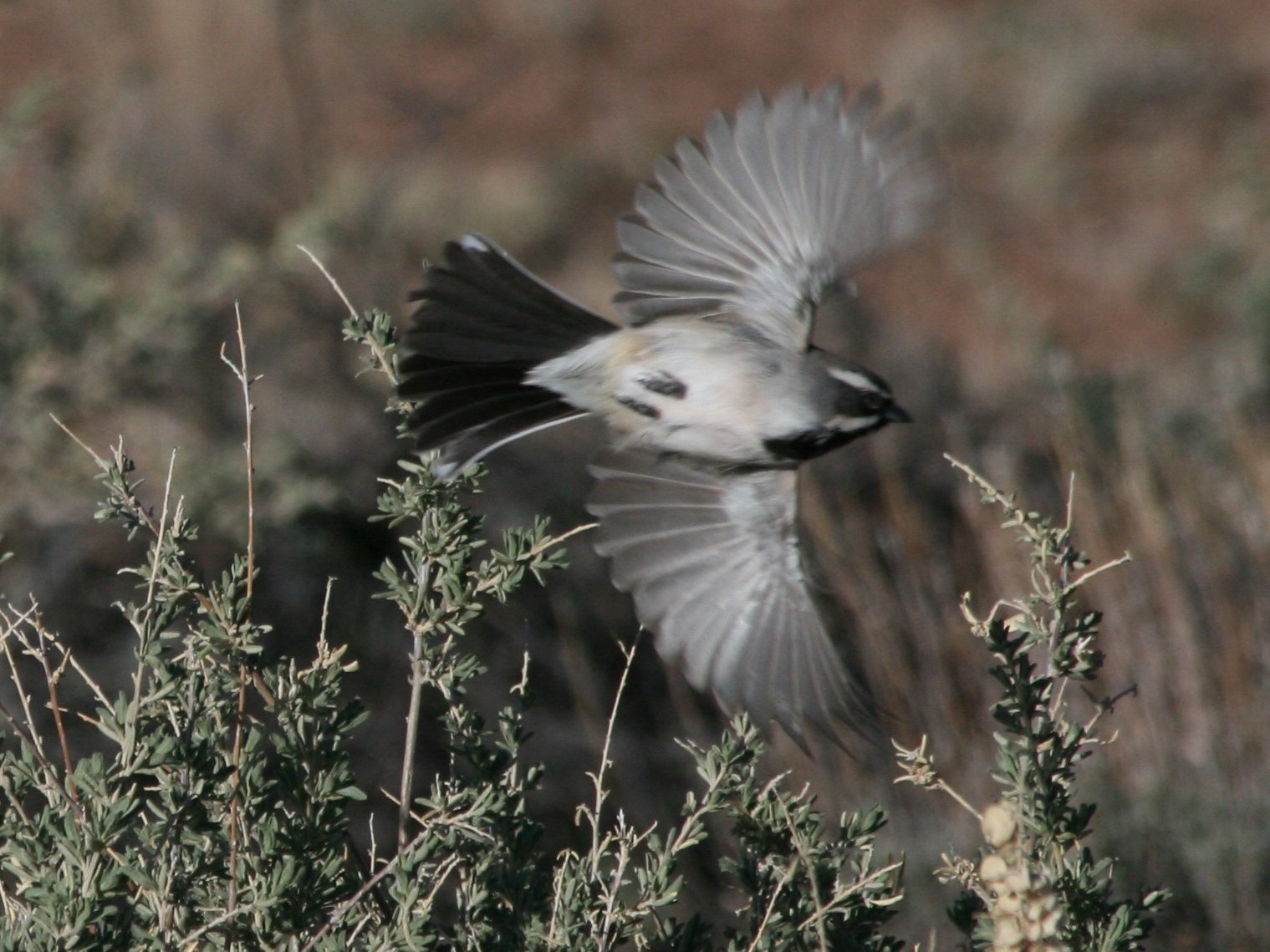